# Transmeta

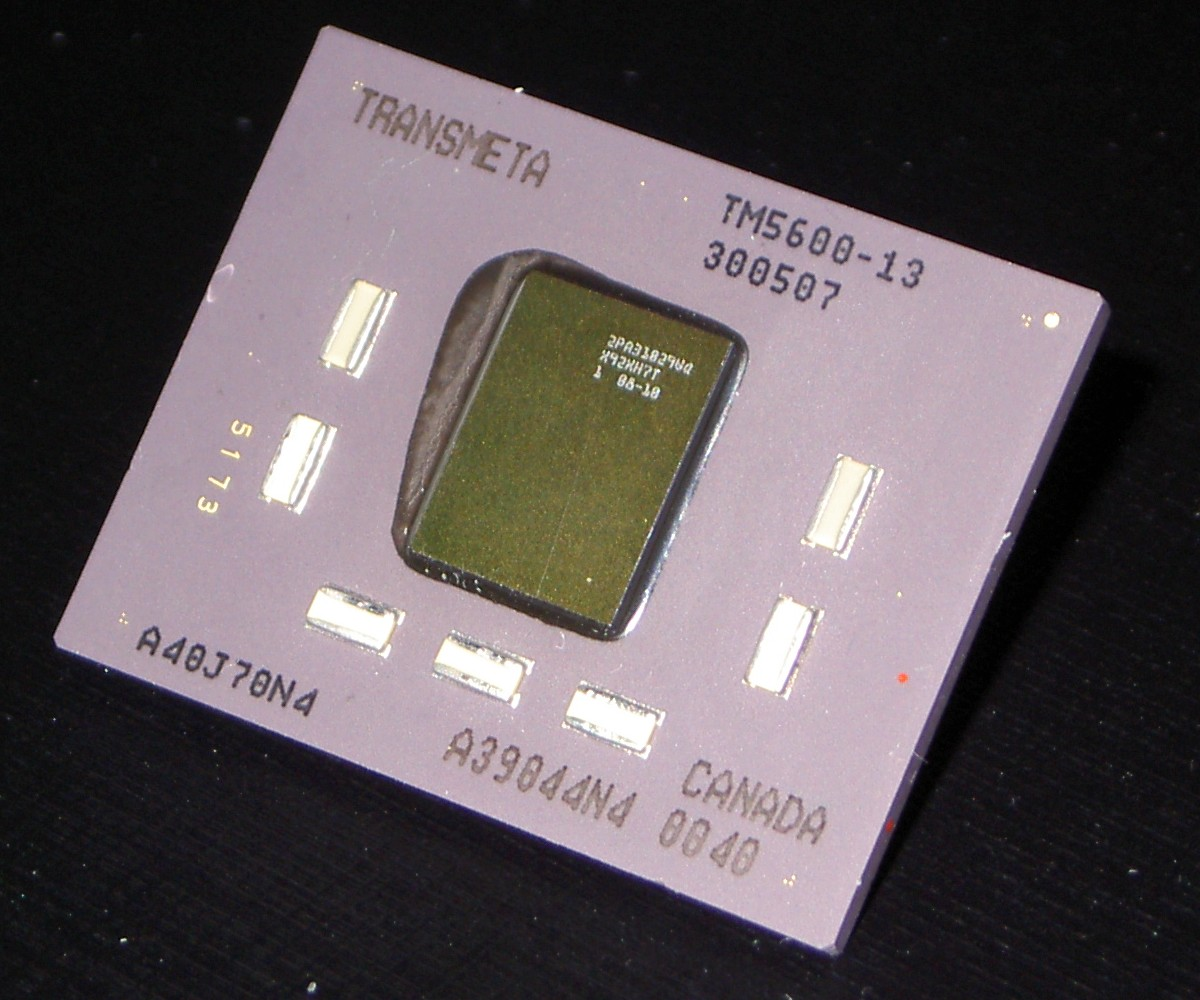
Een processor van Transmeta.

Transmeta was een chipfabrikant uit de Verenigde Staten. Het bedrijf probeerde te concurreren op dezelfde markt waar ook Intel en AMD actief en bekend zijn, namelijk de PC-markt. 
Transmeta probeerde met name CPU's te maken die minder energie verbruiken en minder warmte opwekken. Dit heeft in bijvoorbeeld laptops het voordeel dat de batterij minder snel leegraakt.
Het bedrijf verwierf onder computerliefhebbers enige faam, omdat het voordat het haar eerste product op de markt bracht, zeer geheimzinnig deed over wat het ontwikkelde. Dat het door een Microsoft-oprichter werd gerund en tegelijkertijd Linux-ontwikkelaar Linus Torvalds in dienst had, maakte de zaak voor de buitenwereld alleen maar geheimzinniger.
De Transmeta-processor is een simpelere processor qua aantal transistors dan de Intel-achtige x86's en haalt zijn (prijs/warmte/batterij-kosten-) voordeel uit het feit dat een groot deel van het rekenwerk in software wordt gedaan door middel van emulatie van de complexe x86-hardware. Dit betekent dat, net als bij de emulatie van de x86 eerder, door de zeer goede emulator van DEC's Alpha-hardware de code bij een eerste doorgang allereerst wordt geëmuleerd, waarbij statistische gegevens worden verzameld, en wanneer het programma langer loopt, die gegevens worden gebruikt om het programma te vertalen naar de broncode van de Transmetaprocessor. 
Dit is precies zoals de Alphaprocessor het ook deed bij een poging om mee te profiteren van de Intel-softwaremarkt. De Transmeta-processor verschilt hiervan doordat het de hardware van de x86 op het gebied van geheugenmanagement anders nadoet.